# Herman Rundo
Herman Rundo (ur. 1853 we wsi Wola (obecnie dzielnica Warszawy), zm. 9 lipca 1930 r. w Łodzi) – polski lekarz pochodzenia żydowskiego.
W 1876 r. ukończył studia na Wydziale Lekarskim Uniwersytetu Warszawskiego. Specjalizował się w ginekologii. Po odbyciu praktyki w klinikach warszawskich został powołany do służby wojskowej w wojsku carskim i jako lekarz brał udział w wojnie rosyjsko – tureckiej w 1878 r.

Po zwolnieniu z wojska przez pewien czas mieszkał i praktykował w Warszawie, następnie praktykował w Działoszynie, a potem od połowy lat 80. XIX w. w Łodzi, m.in. jako lekarz w fabryce Zygmunta Jarocińskiego i w tanim ambulatorium, założonym w 1891 r. przez Władysława Pinkusa. 

Praktykował jako lekarz chorób wewnętrznych przy ul. Zawadzkiej (obecnie ul. Adama Próchnika) 15.
Był jednym z założycieli Łódzkiego Towarzystwa Lekarskiego w 1886 r., później jego wiceprezesem, prezesem  od 1906 r. a następnie członkiem honorowym. 
Był członkiem komisji założycielskiej Pogotowia Ratunkowego w 1898 r. w Łodzi (Towarzystwo Doraźnej Pomocy Lekarskiej czyli łódzkie pogotowie ratunkowe, trzecie na ziemiach polskich po Krakowie i Warszawie, czwarte w Europie po Wiedniu). 
Napisał szereg artykułów naukowych drukowanych w prasie lekarskiej, m.in. O epidemii cholery azjatyckiej w Łodzi  w r. 1894  („Medycyna” 1896 nr 6).

Napisał i opublikował Zasady balneologii  (Warszawa 1880), Pogadanki dla dzieci na kolonii letniej (Łódź 1908) i podręcznik dla pielęgniarek O pielęgnowaniu chorych (Łódź 1927). 
 
Żonaty z Lidią Landau, miał syna Pawła (ur. 1878). 
 
Spoczywa na cmentarzu żydowskim w Łodzi przy ul. Brackiej